# Seznam mest v Andori
Seznam mest v Andori.
- Andorra la Vella, prestolnica.
- Canillo
- El Serrat
- Encamp
- Escaldes-Engordany (Les Escaldes)
- La Massana
- Ordino
- Sant Julià de Lòria
- Soldeu
- Pas de la Casa

## 10 največjih mest
1. Andorra la Vella - 20,400
2. Les Escaldes - 15,600
3. Encamp - 11,000
4. Sant Julià de Lòria - 7,900
5. La Massana - 7,000
6. El Serrat - 4,300
7. Canillo - 2,100
8. Soldeu - 2,000
9. Arinsal - 1,400
10. Ordino - 1,300